# مالك بن قدامة
مالك بن قدامة بن الحارث بن مالك الأوسي الأنصاري صحابي جليل من قبيلة الأوس من الأنصار شهد مع النبي محمد ﷺ غزوة بدر وغزوة أحد وهو أخو الصحابي المنذر بن قدامة.

## نسبه
هو مالك بن قدامة بن الحارث بن كعب بن النحاط بن كعب بن حارثة بن غنم بن السلم بن امرئ القيس بن مالك بن الأوس الأوسي الأنصاري.